# Acuticauda asterensis
Acuticauda asterensis är en insektsart som först beskrevs av David D. Gillette och Palmer 1929.  Acuticauda asterensis ingår i släktet Acuticauda och familjen långrörsbladlöss. Inga underarter finns listade i Catalogue of Life.